# August Krasicki

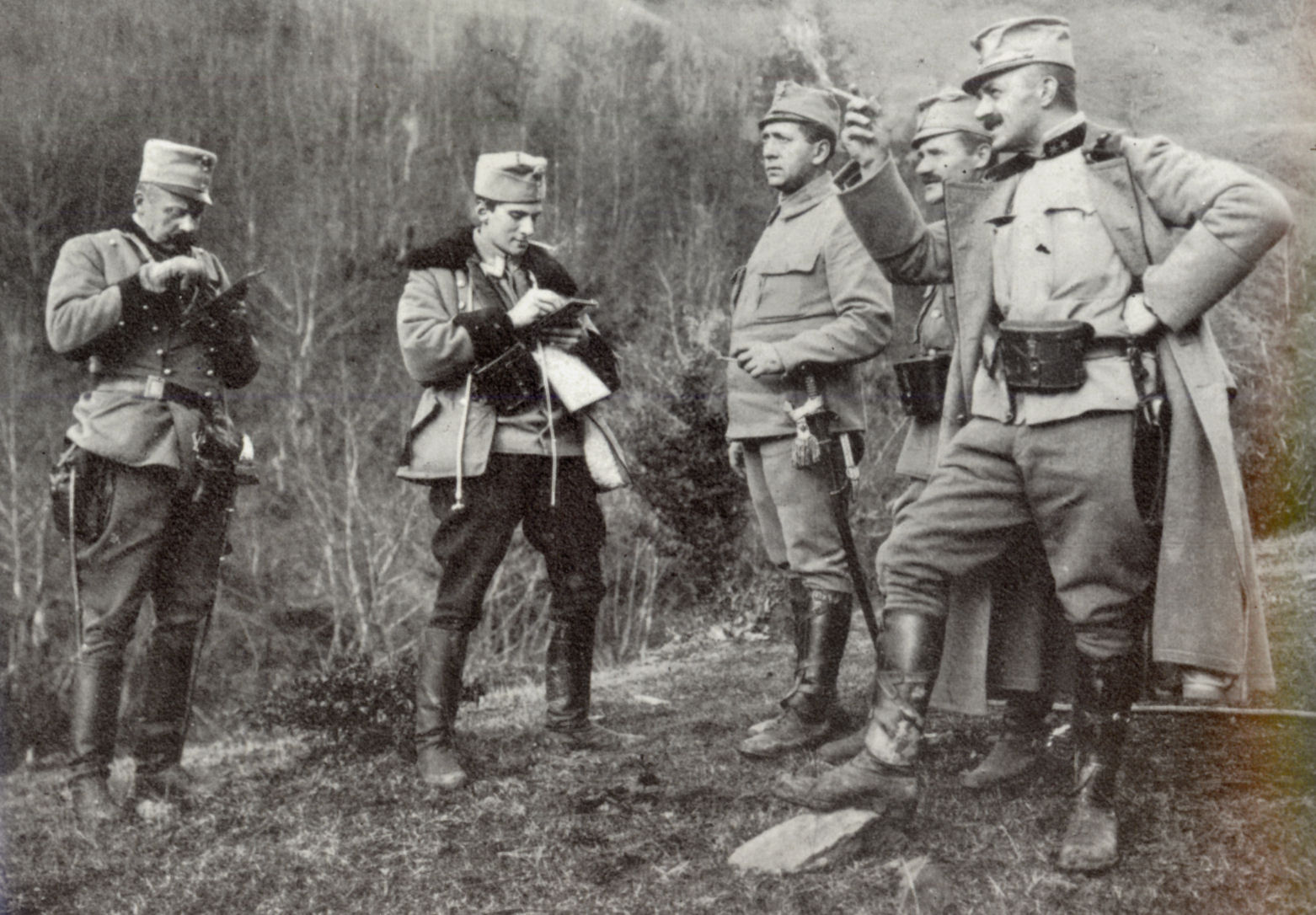
Oficerowie Komendy Legionów – bitwa pod Okomezo (od lewej A. Krasicki, Łepkowski, dr Bertold Merwin, Jakubowski, Zagórski);
grudzień 1916

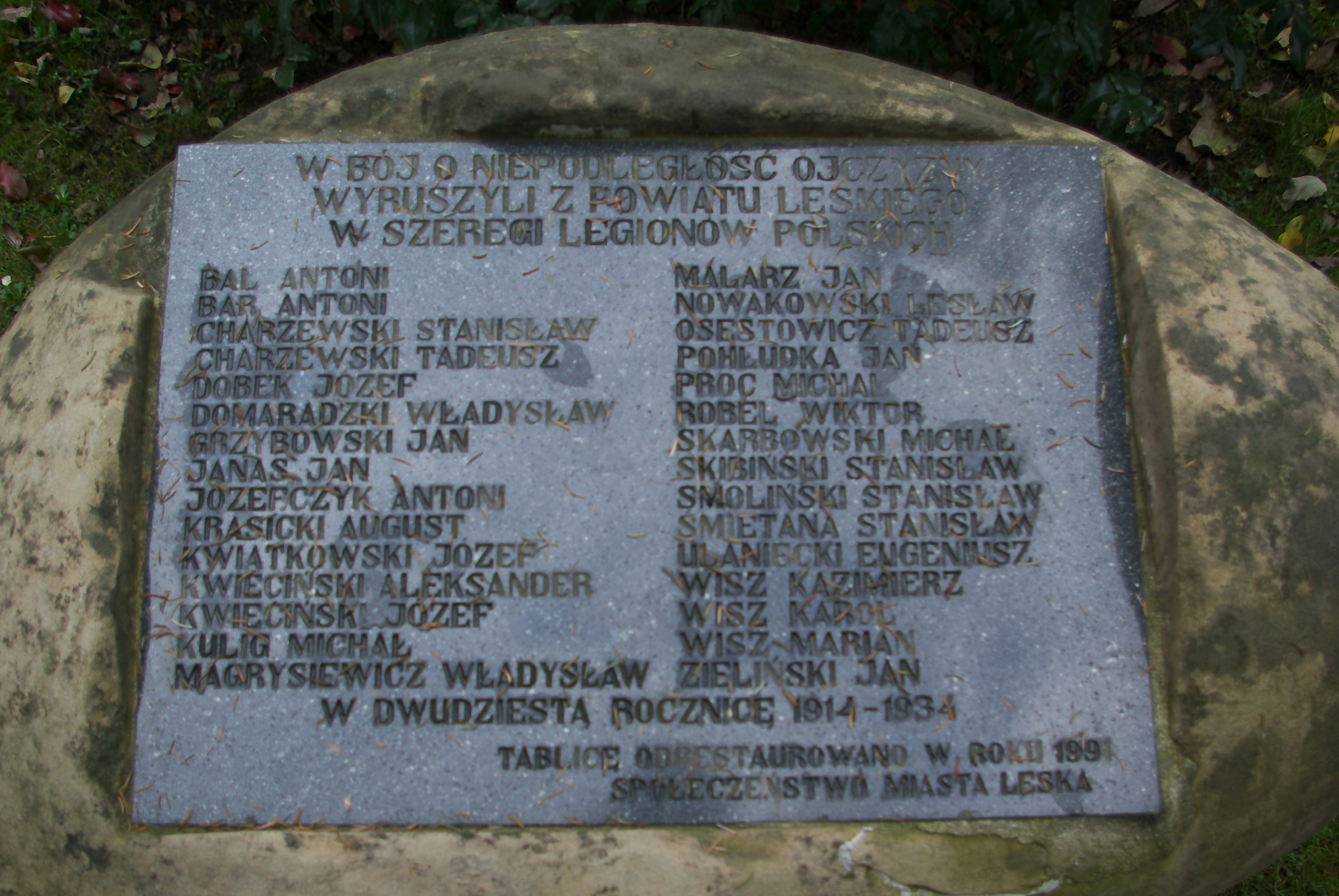
Tablica na pomniku w Lesku

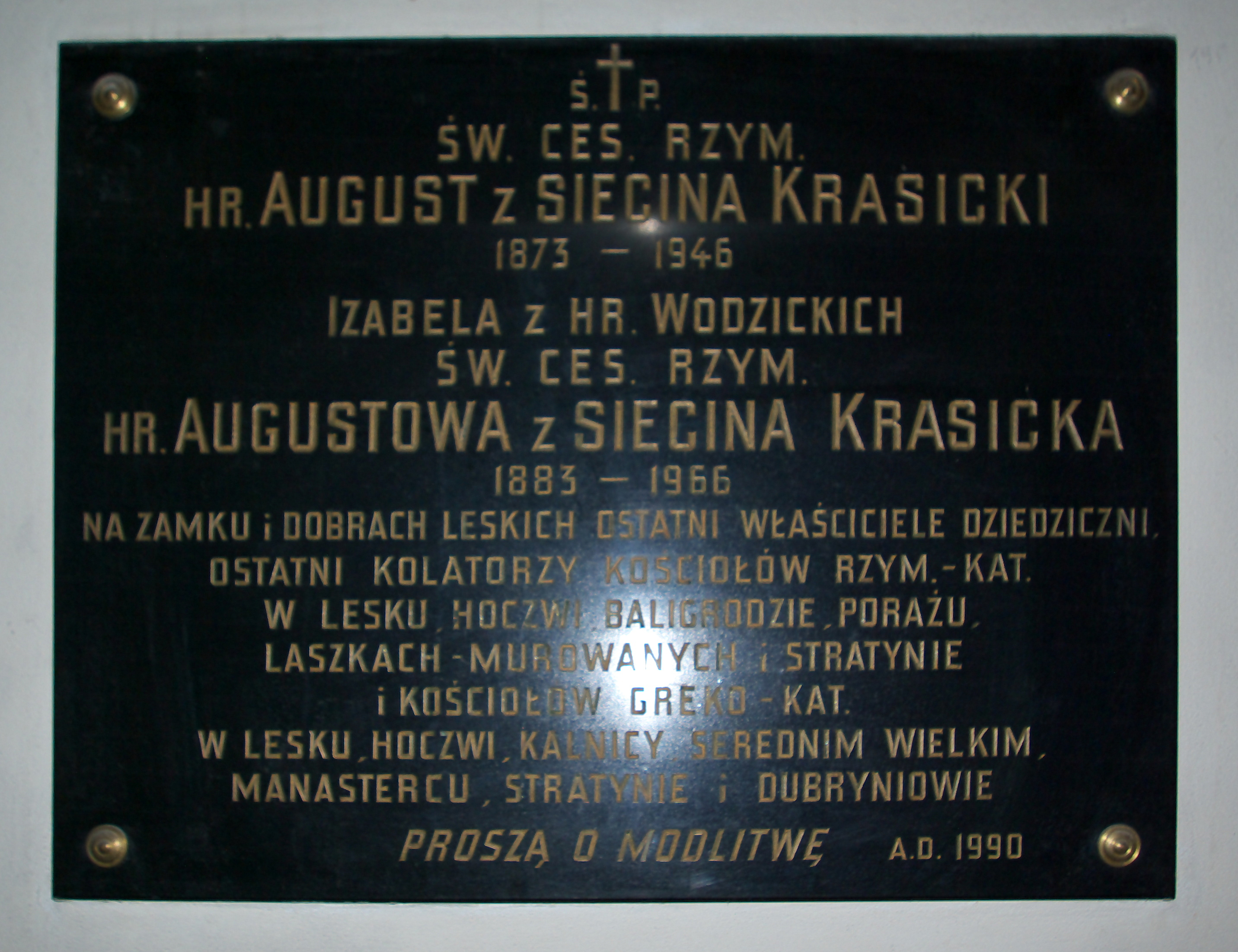
Epitafium Augusta i Izabeli Krasickich w Lesku

August Konstanty Ksawery Edmund Antoni Jan Stanisław Ignacy Krasicki hrabia h. Rogala (ur. 19 kwietnia 1873 w Bachórcu, zm. 7 lipca 1946 w Krakowie) – polski ziemianin, poseł na Sejm Krajowy Galicji, oficer kawalerii Sił Zbrojnych Monarchi Austro-Węgierskiej i Legionów Polskich, rotmistrz Wojska Polskiego, działacz społeczny, hodowca roślin.

## Życiorys
Był prawnukiem gen. Franciszka Ksawerego Krasickiego (1774–1844) i Julii Teresy Wandalin-Mniszech (1777–1845), wnukiem Augusta Zamoyskiego (1811–1889) oraz Edmunda Krasickiego (1808–1894) i Anieli z domu Brzostowskiej herbu Strzemię (1816–1903) oraz synem Ignacego Krasickiego (1839–1924) i Elżbiety z domu Zamoyskiej h. Jelita (1846–1916). Jego rodzeństwem byli: Franciszek (1874–1950), Zofia (1878–1965), Róża (1881–1956), Anna (1885–1906), Jan (1888–1892). August Krasicki wyrastał w atmosferze zamku leskiego, który w II połowie XIX wieku był ośrodkiem towarzysko-intelektualnym regionu. Przed każdymi wyborami sejmowymi zjeżdżała tu szlachta sanocka. Krasiccy utrzymywali żywe kontakty z wieloma działaczami patriotycznymi i twórcami kultury. Po ojcu objął zamek w Lesku w 1903.
Ukończył studia na Uniwersytecie we Fryburgu (Szwajcaria) oraz w Akademii Leśnej w Tharandt (Saksonia). W latach 1894–1895 odbył obowiązkową służbę wojskową w c. i k. Armii jako jednoroczny ochotnik w szeregach 6 Galicyjskiego Pułku Ułanów. Na stopień kadeta rezerwy został mianowany ze starszeństwem z 1 stycznia 1896. Posiadał przydział w rezerwie do 6 Galicyjskiego Pułku Ułanów w Jarosławiu, a później w Rzeszowie. Na stopień porucznika został mianowany ze starszeństwem z 1 stycznia 1898 w korpusie oficerów rezerwy kawalerii. W 1904 został przeniesiony do cesarsko-królewskiej Obrony Krajowej i przydzielony w rezerwie do Pułku Ułanów Obrony Krajowej Nr 3 w Rzeszowie. Będąc w rezerwie odbył trzy obowiązkowe ćwiczenia, a ponadto ochotniczo wziął udział w dwóch ćwiczeniach, w czasie manewrów cesarskich w 1896 i 1908.
Od 1889 aktywnie uczestniczył w życiu publicznym. Najpierw został członkiem powiatowego wydziału rolniczego w Lisku. Później wieloletnim członkiem rady powiatowej w Lesku. Pełnił też funkcję marszałka powiatu leskiego. Pełnił też funkcję prezesa lokalnego oddziału Galicyjskiego Towarzystwa Kredytowego Ziemskiego (przed 1914 był członkiem liskiego oddziału C. K. Galicyjskiego Towarzystwa Gospodarskiego). W 1908 objął administrację dóbr leskich. Pełnił mandat posła na Sejm Krajowy Galicji X kadencji (1913–1914) z IV kurii w 25. okręgu Lesko. Został przysięgłym głównym przy C. K. Sądzie Obwodowym w Sanoku na rok 1913. Przed 1914 był prezesem zarządu oddziału Towarzystwa Pomocy Przemysłowej w Lesku.
2 sierpnia 1914, po wybuchu I wojny światowej, został zmobilizowany i przydzielony do Pułku Piechoty Pospolitego Ruszenia Nr 18 i wyznaczony na stanowisko adiutanta II batalionu w Żurawicy, którego komendantem był ppłk Jan Payer. Na skutek starań Krasickiego przeniesiono do utworzonej Komendy Legionów Polskich. Od 4 września 1914 roku zajmował stanowisko adiutanta i oficera ordynansowego kolejnych komendantów, najpierw Rajmunda Baczyńskiego, następnie od końca września 1914 do końca kwietnia 1916 generała Karola Durskiego-Trzaski, potem do połowy listopada 1916 Stanisława Puchalskiego, do kwietnia 1917 generała Stanisława Szeptyckiego. 
Kampania, w której uczestniczył, wyznaczyła szlak bojowy najpierw II Brygady (od Przemyśla przez Karpaty, Bukowinę, Pokucie), a następnie całych Legionów (Lubelszczyzna, Podlasie, Wołyń). Na stopień nadporucznika został mianowany ze starszeństwem z 1 listopada 1914 w korpusie oficerów kawalerii Obrony Krajowej. W kwietniu 1916 August Krasicki został członkiem Departamentu Wojskowego Naczelnego Komitetu Narodowego w Krakowie i brał aktywny udział w życiu politycznym. Po zakończeniu wojny powrócił do Leska. Spisał swoje przeżycia wojenne, które w 1934 zostały wydane w publikacji pt. Dziennik z kampanji rosyjskiej Krasickiego Augusta, porucznika w Sztabie Komendy Polskich Legjonów 1914–1916, spisywany podczas służby w szeregach Legionów Polskich.
7 maja 1919 został przyjęty do Wojska Polskiego z byłych Legionów Polskich z zatwierdzeniem posiadanego stopnia podporucznika (sic?), zaliczony do rezerwy, powołany do służby czynnej na czas wojny i przydzielony do rezerwy oficerskiej z dniem 1 maja 1919. Podczas trwającej wojny polsko-bolszewickiej w sierpniu 1920 ochotniczo zgłosił się do walczących wojsk polskich. Przydzielony do komendy armii na froncie północno-wschodnim był adiutantem dowódcy. 9 listopada 1920 został zatwierdzony z dniem 1 kwietnia 1920 w stopniu rotmistrza, w grupie oficerów byłej armii austro-węgierskiej. Pełnił wówczas służbę w 208 Pułku Ułanów. 18 stycznia 1921 został przeniesiony do rezerwy.
8 stycznia 1924 został zatwierdzony w stopniu rotmistrza ze starszeństwem z 1 czerwca 1919 i 14. lokatą w korpusie oficerów rezerwy jazdy. Został przydzielony do 14 pułku Ułanów Jazłowieckich we Lwowie: w 1923 jako oficer rezerwowy, w 1924 jako oficer pospolitego ruszenia. W 1934 jako rotmistrz rezerwy pospolitego ruszenia kawalerii pozostawał w dyspozycji dowódcy Okręgu Korpusu Nr X i był wówczas przydzielony do Powiatowej Komendy Uzupełnień Sanok.
W czasie większości swojego pobytu w Legionach August Krasicki prowadził pamiętnik. Jak sam pisał we wstępie, główną jego motywacją były spisane przez jego dziada Edmunda wspomnienia z kampanii powstańczej 1830–1831. Niezbyt szczegółowe zapiski dziadka pozostawiły niedosyt wnuka, który w swoim pamiętniku bardzo szczegółowo i ściśle opisuje dzień po dniu. Pamiętnik rozpoczyna się od powołania autora do wojska 1 sierpnia 1914 roku, a kończy 26 lipca 1916. O nim pisał w Kolędzie dla Komendy Legionów Józef Mączka: „Pan Krasicki ułan chwacki / Zamaszysty i junacki".
August Krasicki prawie do końca życia pełnił wiele funkcji samorządowych i administrował dobrami leskimi. Aktywnie udziela się w życiu społeczno-politycznym Leska. Odbudował zamek leski. Prowadził badania botaniczne, uwieńczone wyhodowaniem nowej odmiany świerka z lasów leskich nazwanej na jego cześć (Picea Krasicki'ana). Pisywał do „Roczników Towarzystwa Dendrologicznego”. Obok kierowania folwarkiem w Posadzie Leskiem i posiadania gruntów w samym Lesku, był również przedsiębiorcą, prowadził gospodarstwo rybne, założył tartak parowy, plantację wikliny koszykarskiej. Był prezesem Małopolskiego Towarzystwa Leśnego. W Lesku sprawował stanowiska prezesa Okręgowego Towarzystwa Rolniczego w Lesku, Rady Szkolnej Miejscowej, przewodniczącym zarządu Składnicy Kółek Rolniczych. Został członkiem założonego w lutym 1934 Towarzystwa Gimnazjum Prywatnego w Lesku, a 17 marca 1938 został wybrany członkiem zarządu zwołanego wówczas w Lesku powiatowego zjazdu Związku Szlachty Zagrodowej. Przekazał grunt pod budowę gmachu Towarzystwa Gimnastycznego „Sokół” w Lesku, a także areał nad Sanem celem utworzenia boiska piłkarskiego założonego w 1923 klubu Sanovia Lesko. Pełnił mandat radnego Rady Miejskiej w Lesku (kadencji od 1934 oraz ostatniej kadencji od 1938). Jako jeden z pierwszych mieszkańców Leska posiadał w mieście samochód osobowy. 
Po wybuchu II wojny światowej i agresji ZSRR na Polskę, od 27 września 1939 przebywał w majątku Gubrynowiczów w Porażu. Zmarł 4 lipca 1946 w Krakowie.
Jego żoną 10 września 1903 w Krakowie była Izabela z domu Wodzicka herbu Leliwa (1882–1966, córka Stanisława Wodzickiego, oficera powstania listopadowego). Ich dziećmi byli: Antoni (1904–1986), Stanisław (1906–1977), Franciszek Ksawery Maria Antoni Klemens (1911–1999), Jan (1917–1992), Zofia (1919–2010) i Elżbieta (1921–2009).

## Ordery i odznaczenia
- Złoty Krzyż Zasługi (19 marca 1931)[41]

18 grudnia 1933 Komitet Krzyża i Medalu Niepodległości odrzucił wniosek o nadanie mu tego odznaczenia.
- Brązowy Medal Zasługi Wojskowej na wstążce Krzyża Zasługi Wojskowej[43]
- Brązowy Medal Jubileuszowy Pamiątkowy dla Sił Zbrojnych i Żandarmerii[43]

## Upamiętnienie
W 1934 w Lesku został ustanowiony pomnik (określany jako „Głaz Legionowy” bądź „Kamień Legionistów”) upamiętniający wyruszających w bój o niepodległość ojczyzny z powiatu leskiego w szeregi Legionów Polskich. Na tablicy został wymieniony m.in. August Krasicki (a także np. Stanisław Charzewski, Wiktor Robel, Marian Wisz).
W 1990 zostało wmurowane epitafium Augusta i Izabeli Krasickich w kościele Nawiedzenia Najświętszej Maryi Panny w Lesku.
W Muzeum Ogrodu Botanicznego Uniwersytetu Jagiellońskiego przechowywane są jego ryciny roślin.